# Mory (Varsovie-ouest)
Pour les articles homonymes, voir Mory.
Mory [ˈmɔrɨ] est un village polonais, situé dans la gmina d'Ożarów Mazowiecki de la Powiat de Varsovie-ouest dans la voïvodie de Mazovie dans le centre-est de la Pologne.
Il se situe à environ 5 kilomètres à l'est d'Ożarów Mazowiecki (chef-lieu) et à 10 kilomètres à l'ouest de Varsovie.
Le village a une population de 126 habitants en 2009.